# Sociedad de los Siete
Se denomina Sociedad de los Siete a una supuesta sociedad secreta compuesta de igual número de individuos que en nombre del pueblo y demás miembros de la elite de Buenos Aires se constituyó en el foco del movimiento político que condujo y orientó los sucesos de mayo de 1810. Desde el punto de vista historiográfico, la existencia de este grupo activo, inteligente y previsor llenó la necesidad de dilucidar quienes habían conformado el "sujeto de la revolución" que, con conciencia de sus actos, actuó como "mano invisible" del proceso "revolucionario". Sin embargo, análisis historiográficos de la primera mitad del siglo XX concluyeron que se trataba de "una fábula destituida de todo fundamento a pesar de su arraigo" y que la pregonada "sociedad" era un mito repetido por una tradición de narradores.

## Antecedentes
- El Bosquejo del Deán Funes

El Deán Gregorio Funes fue el autor del primer relato de cierta importancia sobre la llamada "Revolución de Mayo". En su Bosquejo publicado en 1817 señaló que el movimiento revolucionario solo podía ser comprendido dentro del marco de la crisis de la Monarquía española. Si bien era cierto que los dirigentes revolucionarios arriesgaron vida y fortuna, Funes dejó en claro que estos no podían ser considerados como autores y/o promotores de tales sucesos, sino que simplemente aprovecharon con prudencia una situación favorable. La prudencia se observó en lo incruento que fue el movimiento y el hecho de que el nuevo gobierno que reemplazó a Cisneros lo hizo en nombre del Rey Fernando VII. Para Funes, la Revolución se había "producido por el mismo curso de los sucesos", y en su descripción usó metáforas vinculadas con fenómenos naturales para dar a entender que el proceso revolucionario estaba fuera de la voluntad y la acción humana. En el mismo sentido, Alberdi señaló mucho después que una revolución "se hace a veces sin revolucionarios, por la simple necesidad de las cosas, que interesan a la mejora y el bienestar social". Funes no mencionó la existencia de una Sociedad de los Siete.
- Congreso Constituyente de 1826

En el Congreso Constituyente de 1826, durante  los meses de mayo a junio, se dio un debate para determinar la autoría de la Revolución. El gobierno había enviado un proyecto para construir un monumento a dichos autores, para lo cual se requería seleccionar los nombres que se inscribirían en el mismo y a los cuales se otorgaría una pensión. De inmediato surgieron dificultades para definir no solo los nombres, sino los criterios para determinarlos. En un clima de rumores y enojos se decidió aprobar el proyecto, pero eliminando los nombres y por ende las pensiones. El historiador Wasserman sintetizó así las diferentes posturas de los diputados: 
a) Los que aprobaban el proyecto, pero que estaban divididos entre lo que decían que los autores eran conocidos y los que sostenían que no lo eran, pero que se podía averiguar pese al peligro de cometer errores. 
b) Los que rechazaban el proyecto que a su vez se dividían entre los que sostenían que por la complejidad del proceso no podía haber autores y los que decían que ese momento no era el adecuado y que debía dejarse pasar el tiempo. 
De todas maneras el consenso mayoritario fue que "los sucesos revolucionarios habían sido provocados por una combinación de azar, providencia y en menor medida genio y sentido de la oportunidad" . En un primer plano se colocó nuevamente la descomposición del poder español y en un segundo plano la reacción de las elites ante esa crisis. Ninguno de los diputados mencionó la existencia de una "Sociedad de los Siete" que en este caso hubiera servido de punto de partida para determinar quienes habían sido los autores de la revolución. 
El análisis de Funes y el debate en el Congreso Constituyente influyeron en las décadas siguientes incluso en el corpus de memorias, biografías y autobiografías que se escribieron para dar cuenta de los sucesos. Un ejemplo lo constituye las Memorias de Cornelio Saavedra, escrita en 1829. Saavedra insistió en que fueron la crisis monárquica y la presión de las potencias extranjeras las causas de la Revolución y  "no [debido] a algunos presumidos de sabios y doctores que en las reuniones de los cafés y sobre la carpeta, hablaban de ella, más no se decidieron hasta que nos vieron (hablo de mis compañeros y de mí mismo) con las armas en la mano resueltos ya a verificarla". Si bien era cierto que Saavedra adoptó una actitud polémica  contra aquellos "presumidos" sabios y doctores que cuestionaron su actuación, no es menos cierto que se apoyaba en que no existían documentos que con claridad mostraran que la Revolución hubiera sido obra de algún grupo esclarecido.
Alberdi también se refirió a los relatos biográficos y testimoniales que pretendían colocar a los protagonistas como activos y decisivos participantes: "No se ha de olvidar tampoco la monomanía de la iniciativa [sic] que, en 1810, lo mismo que hoy, hacía que cada recluta se considerase principal actor y agente indispensable.
- Mitre y su Historia de Belgrano

En su Historia de Belgrano (1858), Bartolomé Mitre introdujo una innovación en la interpretación de la Revolución de Mayo: la existencia de un sujeto revolucionario que era consciente de sus actos y del sentido del proceso. Esto colocó en un segundo plano el énfasis que hasta entonces se había dado a la crisis imperial como factor principal, ya que, por su carácter contingente, dificultaba la interpretación de la Revolución como la manifestación de una conciencia nacional. Para Mitre, este sujeto revolucionario tenía dos características, en primer lugar, el apoyo del pueblo lo que implicaba que estos luchaban junto a la elite por la misma causa y, en segundo lugar, que esta elite había logrado su maduración ideológica en la época tardo colonial a la cual definía como menos opresiva y limitante de lo que se había afirmado hasta entonces. 
Mitre señaló, sin mencionar fuente alguna, que se había formado una sociedad secreta de siete individuos, destacando las características psicológicas y tendencias de cada uno de ellos y sobre todo la conciencia que tenían respecto de su misión dentro de un movimiento más vasto formado por el resto de la elite y el pueblo, del cual era la cabeza dirigente y la manifestación de sus necesidades. Sin embargo, las citas que hacía Mitre de Belgrano, el personaje principal de su Historia, no se ajustaban a su interpretación.  Para resolver estas dificultades Mitre recurrió a la teoría de la "falsa conciencia" de Belgrano y demás precursores que en ciertos momentos no se daban cuenta racional de la dirección del "torrente" de acontecimientos que se estaba dando. Mitre reforzó estas contradictorias explicaciones, recurriendo nuevamente a las metáforas relacionadas con fenómenos naturales y a las "miras inescrutables de la Providencia" o la "astucia de la historia" que volvían con cierta fatalidad los sucesos desfavorables en favorables. 
Entre 1864 y 1865 Alberdi analizó estas posturas de Mitre y concluyó que era ocioso atribuir al pueblo o a una minoría dirigente la función de "sujeto de la revolución" si la independencia había sido en definitiva consecuencia de factores exógenos. Alberdi se oponía a todo aquello que intentara construir leyendas para encantar a un público impresionable.

## El análisis de Juan Canter
En su trabajo sobre  las "Sociedades secretas y literarias", en la obra colectiva Historia de la Nación Argentina de la Academia Nacional de la Historia, al referirse a la "Sociedad de los Siete", el historiador Juan Canter afirmó que era 

"Una fábula destituida de todo fundamento a pesar de su arraigo. A sus componentes les ha sido atribuida una acción ficticia. Su existencia se ha hecho carne en la convicción popular, haciendo derivar a la revolución de su propio seno y hasta adscribiéndola a ella. Forzando la realidad, se conduce a esta ficción a jugar un papel preponderante y fundamental".
(Canter, 1941, p. 223 y siguientes)

 Las pruebas que Canter expuso para "desembarazar el conocimiento histórico de esta fábula" fueron:
- Que la nómina de los miembros de la sociedad variaban según diferentes autores.
- Que en muchos casos superaban la cantidad de siete miembros.
- Que, como hecho sorprendente en una sociedad secreta, carecía de jefatura.
- Que en ninguna Memoria, Autobiografía o documento se hacía referencia a esa sociedad secreta.
- Que resultaba difícil aceptar que los participantes de un proceso revolucionario, comprometidos y juramentados, no recordaran con toda exactitud a la referida sociedad.
- Que las reuniones en las casas de Vieytes y Rodríguez Peña no implicaba que los concurrentes constituyeran una sola entidad. De hecho, tales reuniones continuaron después del 25 de mayo, donde se seguían debatiendo asuntos encontrados.
- Que resultaba inexplicable que la mayoría de los miembros de la sociedad no figuraran en la Junta. O que figurara Alberti, sacerdote bien considerado pero sin ninguna gravitación.
- Que el "siete" tenía indudable vinculación con los números de tipo mágico-cabalístico.[8]

Canter encontró gran resistencia debido a que se trataba de uno de los puntos "dramáticos" que constituían los relatos clásicos de la revolución y que había sido canonizado por Mitre. Durante la segunda mitad del año 1939, Canter llegó a publicar siete artículos refutando comentarios de aficionados a la historia que se negaban a aceptar sus conclusiones.